# Bolesław Weryha Darowski
Bolesław Weryha Darowski herbu Ślepowron (ur. 1808, zm. 17 maja 1874 we Lwowie) – powstaniec listopadowy.

## Życiorys
Wywodził się z rodu senatorskiego Weryha Darowskich herbu Ślepowron. Urodził się w 1808. Był wnukiem Szymona (zm. 1785) oraz synem Józefa Darowskiego (żołnierz kościuszkowski) i Felicji z domu Walewskiej. Miał rodzeństwo, siostry Klementynę (zm. 1865, żona hr. Władysława Stadnickiego) i Teodorę (żona Eustachego Marylskiego) oraz brata Józefa (zm. 1849). Był też kuzynem Szymona Juliana i Mieczysława.
Uczestniczył w powstaniu listopadowym 1831. W stopniu porucznika służył w szeregach 4 pułku ułanów i korpusu Dwernickiego. Za swoje czyny w bitwie pod Stoczkiem (14 lutego 1831), bitwie pod Kurowem (3 marca 1831), bitwie pod Boremlem (18-19 lutego 1831) został odznaczony krzyżem wojskowym Orderu Virtuti Militari. Jego brat Józef, także porucznik 4 pułku ułanów, został ranny pod Grochowem.
Zmarł na zapalenie płuc 17 maja 1874 we Lwowie. Został pochowany na Cmentarzu Łyczakowskim we Lwowie.